# Juge en droit canadien

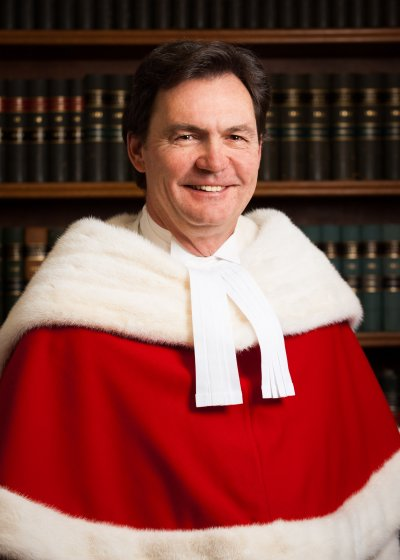
Richard Wagner, juge à la Cour suprême du Canada en 2012.

Le juge en droit canadien est le décideur dans les affaires civiles et pénales.

## Protections constitutionnelles des juges judiciaires
Les juges judiciaires ont la pleine protection de l'indépendance judiciaire, ce qui inclut l'inamovibilité, l'indépendance financière et l'indépendance administrative, d'après le Renvoi relatif à la rémunération des juges de la Cour provinciale de l'Île-du-Prince-Édouard. Cette protection constitutionnelle des juges judiciaires provient de l'Act of Settlement, lequel fait partie de la Constitution du Canada parce que le préambule de la Loi constitutionnelle de 1867 y fait implicitement référence. Cette indépendance judiciaire contient des aspects à la fois collectifs et individuels.

## Distinctions entre différents types de juges
Dans un procès pénal, on dit communément que le jury est le juge des faits, tandis que le juge judiciaire est le juge du droit. Le jury va rendre un verdict, tandis que le juge du droit va écrire le jugement, prononcer une peine ou accorder l'absolution. Au Québec, les jurys existent dans les procès pénaux seulement, il n'y a pas de jurys dans les procès civils. Dans les provinces de common law, il y a parfois des jurys dans les procès civils.
Un juge judiciaire dirige une cour de justice, tandis qu'un juge administratif dirige un tribunal administratif. Le juge administratif agit au nom du pouvoir exécutif de l'État, tandis que le juge judiciaire agit au nom du pouvoir judiciaire. D'après l'arrêt Québec (Procureure générale) c. Barreau de Montréal, les juges administratifs ont une protection constitutionnelle moindre car les tribunaux administratifs ne sont pas des cours de justice, ce qui les empêche d'obtenir les garanties de l'Act of Settlement du préambule de la Loi constitutionnelle de 1867.
Dans la procédure pénale, on distingue également entre un juge de paix fonctionnaire et un juge de paix magistrat. Le juge de paix fonctionnaire est un fonctionnaire qui n'a pas à être avocat : il reçoit les dénonciations, assigne les témoins et ordonne les libérations, tandis que le juge de paix magistrat effectue le véritable travail d'un juge judiciaire.
On distingue également entre les juges des différents paliers du système judiciaire : juge de Cour supérieure, juge de Cour du Québec (dont juge de Cour municipale), juge de Cour fédérale, juge de Cour d'appel, juge de Cour suprême.

## Statut du titulaire de la charge de juge
Quant au statut du titulaire de la charge de juge, l'arrêt Therrien (Re) précise qu'être juge n'est pas un emploi, c'est une charge publique, ce qui signifie que les pouvoirs publics ont un pouvoir discrétionnaire de rejeter les candidatures d'avocats exemplaires même s'ils ont reçu une absolution après avoir été condamnés pour une infraction criminelle mineure alors qu'ils étaient plus jeunes. Dans cette affaire, le juge Richard Therrien avait omis de déclarer dans sa candidature qu'il avait illégalement fourni de l'aide au Front de libération du Québec quand il avait 19 ans et qu'il avait ensuite reçu l'absolution, ce qui a fourni une raison légitime au gouvernement pour rejeter sa candidature.
Toutefois, lorsque la candidature du juge judiciaire est acceptée sans problème, il jouit ensuite de la protection de l'inamovibilité d'après l'arrêt Valente, ce qui signifie qu'il est impossible de le révoquer sans au préalable tenir un vote au Sénat et à la Chambre des communes après une recommandation du Conseil de la magistrature. Comme l'illustre l'affaire de la juge Andrée Ruffo, la plupart des juges recommandés à la destitution par le Conseil de la magistrature préfèrent démissionner plutôt que d'attendre que le vote du Parlement se réalise.

## Nomination
Le gouvernement fédéral canadien nomme les juges judiciaires des cours supérieures et des cours d'appel, en vertu de l'art. 96 de la Loi constitutionnelle de 1867. Toutefois, les juges de la Cour du Québec sont nommés par le gouvernement provincial.

## Administration des tribunaux
Le juge en chef est maître de l'indépendance administrative son tribunal, nul ne peut lui dicter des ordres en la matière : c'est l'une des composantes de l'indépendance judiciaire selon le Renvoi sur les juges de la Cour provinciale de l'Île-du-Prince-Édouard. Sur le plan constitutionnel, la province a un pouvoir en matière de l'administration des tribunaux, même si c'est le fédéral qui nomme les juges dans la plupart des cas.

## Recrutement et rémunération
Contrairement à la France et à d'autres pays de tradition civiliste, les juges au Canada sont en règle générale uniquement recrutés parmi les avocats ayant au moins dix ans d'expérience professionnelle au sein d'un Barreau provincial, ce qui signifie qu'il n'est pas possible de devenir juge immédiatement après avoir obtenu son diplôme universitaire. Outre la règle générale d'être un avocat avec 10 ans d'expérience, le Québec autorise depuis 2023 aux notaires ayant exercé leur profession depuis au moins 10 ans à être juges dans ses tribunaux de compétence provinciale.
Les salaires des juges nommés par le gouvernement fédéral sont publiquement connus car ils font l'objet de dispositions dans la Loi sur les juges. L'exigence constitutionnelle d'indépendance financière et l'obligation du gouvernement de négocier avec les juges dans des commissions indépendantes de rémunération de la magistrature font en sorte que les juges canadiens ont une excellente rémunération ; par exemple, en vertu de la loi, un juge judiciaire ordinaire de la Cour supérieure du Québec gagne 314 000 $ par année.